# Gardonne
Gardonne är en kommun i departementet Dordogne i regionen Nouvelle-Aquitaine i sydvästra Frankrike. Kommunen ligger i kantonen Sigoulès som tillhör arrondissementet Bergerac. År 2022 hade Gardonne 1 607 invånare.

## Befolkningsutveckling
Antalet invånare i kommunen Gardonne
Referens:INSEE